# Ciciliano
Ciciliano là một đô thị ở tỉnh Roma, vùng Latium của Italia, nằm ở vị trí khoảng 35 km về phía đông của Roma. Vào thời điểm ngày 31 tháng 12 năm 2004, đô thị này có dân số 1.257 người và diện tích là 19 km².
Ciciliano giáp các đô thị: Capranica Prenestina, Castel Madama, Cerreto Laziale, Pisoniano, Sambuci, San Gregorio da Sassola.